# 31 Dywizja Atomowych Okrętów Podwodnych
31 Dywizja Atomowych Okrętów Podwodnych (31 DAOP) – morski związek taktyczny Sił Zbrojnych Federacji Rosyjskiej w strukturach Floty Północnej.
Dywizja wchodziła  w skład (2008) 12 Eskadry Atomowych Okrętów Podwodnych z Gadżyjewa.  Stacjonowała w Gadżyjewie.

## Okręty
| Okręty dywizji w linii w 2008 |                         |                 |
| Nazwa                         | Typ                     | Uwagi           |
| K-18 Karelia                  | projekt 667 BDRM        | w linii od 1989 |
| K-51 Wierchoturje             | projekt 667 BDRM        | w linii od 1985 |
| K-84 Jekaterynburg            | projekt 667 BDRM        | w linii od 1985 |
| K-114 Tuła                    | projekt 667 BDRM        | w linii od 1987 |
| K-117 Briańsk                 | projekt 667 BDRM Delfin | w linii od 1988 |
| K-407 Nowomoskowsk            | projekt 667 BDRM        | w linii od 1990 |
| K-496 Borysoglebsk            | projekt 667 BDR         | w linii od 1979 |